# Pratylenchus fallax
Pratylenchus fallax är en rundmaskart. Pratylenchus fallax ingår i släktet Pratylenchus, och familjen Pratylenchidae. Arten är reproducerande i Sverige.